# Redcliff
Redcliff – miasto w Zimbabwe, w prowincji Midlands. Według danych ze spisu ludności w 2012 roku liczyło 35 929 mieszkańców.